# 蕭栢霖
蕭栢霖（Siu Pak Lam，1998年2月5日－），生於香港，香港足球運動員，司職右後衛，現時效力香港甲組聯賽球會南華。

## 球會生涯
蕭栢霖生於香港，小時候受父親影響而熱愛足球，他於2013年加入為太陽國際體育會青訓產品，離開U18後加盟香港超級聯賽地區球會九巴元朗，同時兼顧學業和足球。
2016年11月30日，他在職業生涯處子戰便以正選身份上陣，最終元朗以1–3不敵標準灝天，惟他於首個職業球季偶爾有出場機會，而他到完結後為累積多些比賽經驗，選擇加盟自降甲組聯賽培育青年球員的南華。

## 國際賽生涯
在2014年10月，蕭栢霖代表香港U16代表隊首次勇闖亞少盃決賽周，但在決賽週分組賽事中與日本和澳洲和中國同處死亡B組，而在他三場分組賽皆站穩右後衛正選位置，最終三戰皆以0–2落敗，宣告無緣晉級，而有份出戰賽事的成員獲外界視為「黃金一代」。

## 家庭生活
蕭栢哥哥蕭沛霖為前港超聯球會夢想駿其球員，可惜征戰一季便離隊，現時效力丙組球會晨曦。

## 榮譽
太陽國際
- 恆基青年甲組聯賽U18冠軍（2014–15季度）
- 恆基青年足總盃賽U18冠軍（2014–15季度）
- 恆基青年足總盃賽U18冠軍（2015–16季度）

晉峰
- 香港甲組聯賽冠軍（2019–20季度）
- 香港足總盃初級組亞軍（2018–19季度）
- 香港5人甲組聯賽冠軍（2018–19季度）

香港隊
- 亞少盃決賽週（2014年）

## 外部連結
- 香港足球總會網頁球員註冊資料 （页面存档备份，存于）